# Moyenneville (Oise)
Moyenneville ist eine französische Gemeinde mit 584 Einwohnern (Stand: 1. Januar 2022) im Département Oise in der Region Hauts-de-France (vor 2016 Picardie). Sie liegt im Arrondissement Clermont und ist Teil der Communauté de communes du Plateau Picard und des Kantons Estrées-Saint-Denis (bis 2015 Saint-Just-en-Chaussée). Die Einwohner werden Moyennevillois genannt.

## Geographie
Moyenneville liegt etwa 20 Kilometer ostnordöstlich von Compiègne an der Aronde. Umgeben wird Moyenneville von den Nachbargemeinden Wacquemoulin im Norden und Nordwesten, Neufvy-sur-Aronde im Norden und Nordosten, Gournay-sur-Aronde im Osten und Nordosten, Hémévillers im Osten und Südosten, Rouvillers und Grandvillers-aux-Bois im Süden sowie La Neuville-Roy im Westen und Südwesten.

## Einwohner
| 1962                      | 1968 | 1975 | 1982 | 1990 | 1999 | 2006 | 2013 |
| ------------------------- | ---- | ---- | ---- | ---- | ---- | ---- | ---- |
| 463                       | 463  | 457  | 429  | 504  | 526  | 567  | 623  |
| Quelle: Cassini und INSEE |      |      |      |      |      |      |      |

## Sehenswürdigkeiten
- Kirche Saint-Martin-Sainte-Geneviève
- Kapelle
- Wassermühle am Aronde

## Partnerschaften
Mit der britischen Gemeinde Willingham by Stow in Lincolnshire (England) und mit der tschechischen Gemeinde Postřelmov bestehen Partnerschaften.